# غاستون دالماو
غاستون دالماو (بالإسبانية: Gastón Dalmau)‏ هو مغني وممثل أرجنتيني، ولد في 23 نوفمبر 1983 في كورونل سواريز ‏ في الأرجنتين.

## وصلات خارجية
- غاستون دالماو على موقع IMDb (الإنجليزية)
- غاستون دالماو على موقع ديسكوغز (الإنجليزية)
- غاستون دالماو على موقع قاعدة بيانات الفيلم (الإنجليزية)